# 大分県立さくらの杜高等支援学校
大分県立さくらの杜高等支援学校（おおいたけんりつ さくらのもりこうとうしえんがっこう）は、2022年（令和4年）4月に開校した、大分県大分市東大道に所在する特別支援学校。知的障害のある生徒を対象とした高等部単独の学校で、一般就労を目指した職業教育を実施している。

## 概要
学科は産業技術科のみで構成され、以下の3つのコースが設置されている。
- クリーンコース：ビル清掃、洗車、介護
- 流通販売コース：在庫管理、接客販売、宅配、事務処理
- 調理コース：調理技術、食品衛生、接客販売

1年生の2学期までに全コースを体験する「トライアル学習」を行い、履修コースを決定する。一学年の定員は32名。入学者選考では学力検査（国語・数学）、作業能力検査、運動能力検査、面接が実施される。制服はブレザー型を採用している。

## 沿革
- 令和3年（2021年）7月1日 - 学校設置
- 令和4年（2022年）4月7日 - 開校記念式典、令和4年度入学式[2]

## 学校行事
- 遠足（4月）
- オープンスクール（7月）
- 文化祭「さくら祭」（10月）
- 修学旅行（3年生・7月）[2]

## 職場実習
実際の職場環境での実習を重視し、以下の実習プログラムを実施している。
- 短期職場実習
- 中期職場実習
- 長期職場実習
- 追加・定着職場実習

実習時間は、1年生で22日間、2年生で44日間、3年生で35日間、3年間で約600時間。

## 建物概要
- 完成：令和4年（2022年）1月
- 構造：鉄筋コンクリート造　地上6階建て
- 面積：4,560㎡[3]

## 所在地
〒870-0823　大分県大分市東大道2丁目5番23号

## アクセス
JR大分駅桜の森口から大分市美術館方面へ徒歩約10分（約700m）。